# Home computer

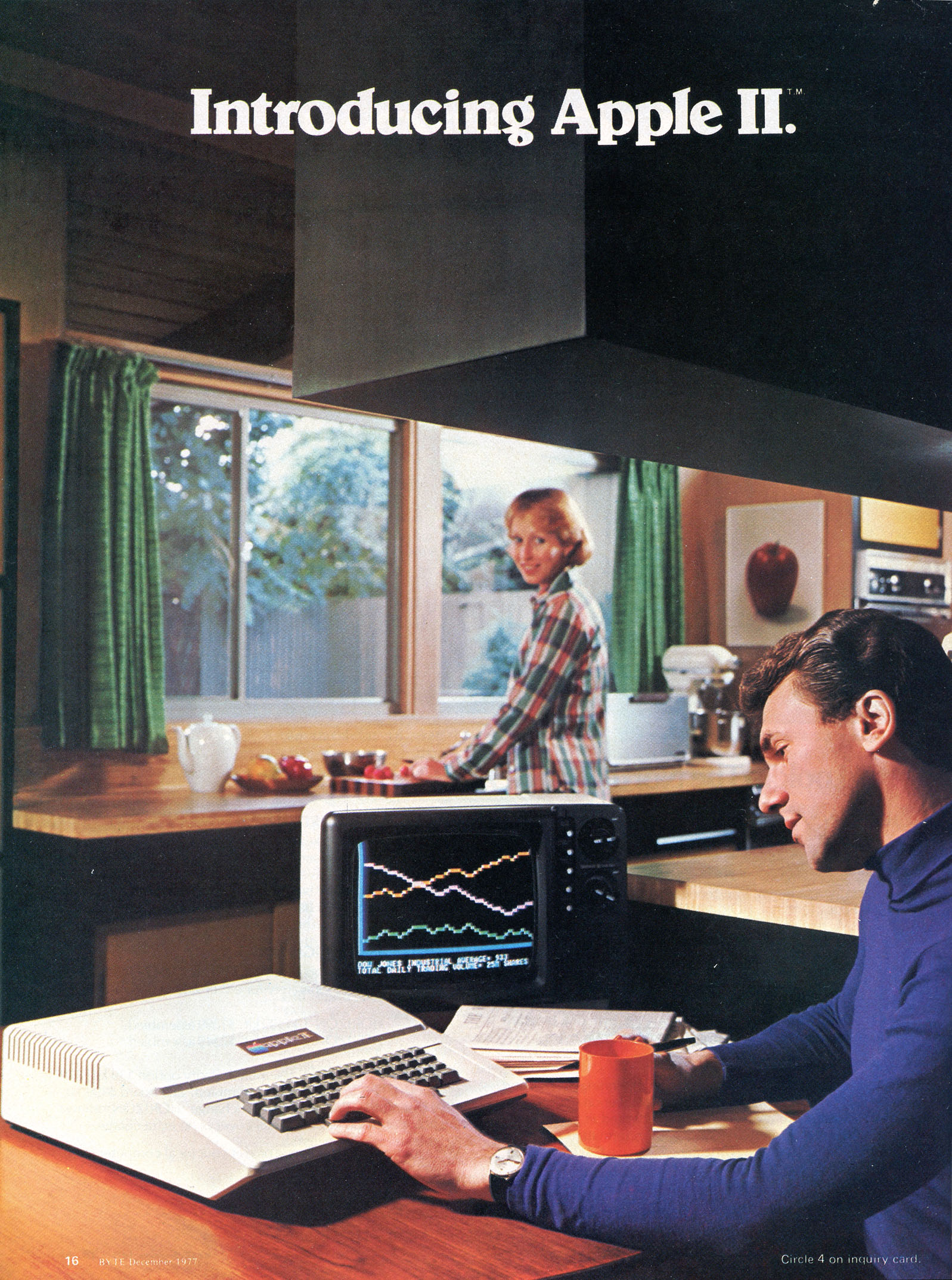
Una pubblicità statunitense dell'Apple II, 1977

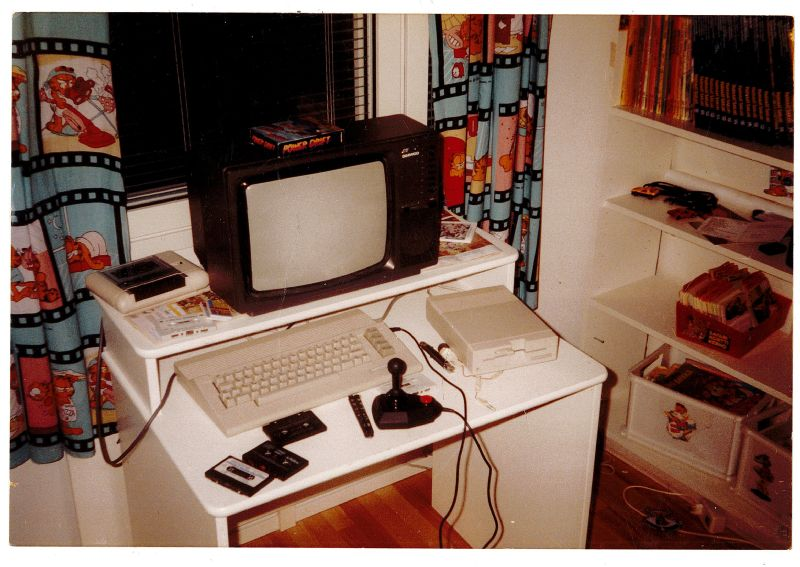
Una postazione con un Commodore 64 nella camera di un ragazzino finlandese, intorno al 1990

Un home computer (lett. "calcolatore casalingo") è un tipo di microcomputer pensato per l'utilizzo domestico, introdotto nel mercato nel 1977 e divenuto popolare negli anni ottanta. Vennero commercializzati ai consumatori come computer economici e accessibili che, per la prima volta, erano destinati all'uso di un singolo utente non tecnico.

## Storia
Questo tipo di computer inizia a diffondersi a partire dalla fine degli anni '70, e diventa piuttosto comune nel corso degli '80 con i PC IBM. La denominazione marca anche la differenza dalla prima generazione dei microcomputer (dal 1974-1975 in poi) che era invece rivolta soprattutto a tecnici e hobbisti con buone capacità di saldatura, poiché furono spesso venduti in scatola di montaggio da assemblare dal cliente. Gli home computer erano invece alla portata di utenti senza alcuna conoscenza di elettronica e molti vennero pubblicizzati come strumenti interessanti per tutta la famiglia.
Il successo degli home computer e la loro diffusione presso il pubblico di massa divenne possibile grazie alla produzione massificata del microprocessore basato su chip di silicio. Come indicato dal nome, questi computer furono tendenzialmente impiegati in ambito domestico piuttosto che in contesti produttivi.
Gli home computer erano sfruttati prevalentemente per i videogiochi oppure per i primi approcci con la programmazione. Più raro era il loro utilizzo come strumenti di lavoro o di utilità domestica, magari associati a una unità esterna di memorizzazione a floppy disk e a una stampante.
A questa regola faceva eccezione l'Apple II, che venne commercializzato quasi subito con unità a disco ed era fornito di un sistema operativo DOS caricabile da disco. L'Apple II è in genere considerato il primo personal computer e pertanto viene spesso indicato come l'anello di congiunzione tra gli home e i personal computer.
In special modo dagli anni ottanta fu prodotta una pletora di modelli di home computer tra loro incompatibili, ma la maggior parte di questi non ebbe un significativo impatto sul mercato o sulla sua evoluzione. I modelli di maggior successo, prodotti da aziende come Apple, Atari, Commodore e Sinclair Research, vendettero milioni di unità, e contribuirono alla familiarizzazione delle masse con l'informatica. Vi furono anche tentativi di commercializzare espansioni hardware per trasformare le console in home computer, come Lucky e Coleco Adam, con scarso successo.
La categoria degli home computer si estingue nella prima metà degli anni '90, gradualmente soppiantata dall'ascesa dei personal computer, soprattutto gli IBM compatibili, che avevano appunto caratteristiche di compatibilità non possedute dagli home computer, e il cui prezzo stava scendendo fino a diventare abbordabile anche per l'utenza casalinga.

## Caratteristiche tecniche
Gran parte degli home computer sono basati su processori a 8 bit, tipicamente il MOS Technology 6502 o lo Zilog Z80, ma dalla seconda metà degli anni '80 si affermarono anche alcune famiglie a 16 bit. Costruttivamente sono molto semplici; il corpo è formato principalmente da una voluminosa tastiera al cui interno trovano posto tutti i dispositivi del computer, che veniva in genere collegato a un televisore, mentre il monitor era opzionale. Sono dotati di interfacce native esclusivamente testuali e con memorie di massa dapprima costituite da audiocassette o cartucce e successivamente anche da floppy disk. Era molto comune la dotazione di joystick, mentre il mouse divenne un accessorio standard soltanto nella generazione a 16 bit.
Il sistema operativo di un home computer è, salvo poche eccezioni, proprietario e incompatibile con tutti gli altri. Consiste in una serie di subroutine di servizio e in un interprete in un linguaggio ad alto livello (generalmente il BASIC) che funge anche da shell per i comandi, ed è scritto in una memoria ROM da cui viene anche eseguito. È rigorosamente monoutente e monotask (può cioè eseguire un solo task per volta), e non prevede driver o altro software di sistema.

## Modelli famosi
Di seguito sono elencati i modelli di home computer più popolari e/o storicamente più significativi con la data di introduzione sul mercato indicata tra parentesi:
- Commodore PET (gennaio 1977), il primo home computer della storia;[1]
- Apple II (giugno 1977), il primo personal computer di successo; il primo con grafica a colori e foglio di calcolo Visicalc;
- Radio Shack TRS-80 (agosto 1977), il primo home computer che si poteva acquistare per meno di 600 dollari;
- Atari 400/800 (1979), all'avanguardia per capacità grafiche, sonore e possibilità di espansione;
- Commodore VIC-20 (1980), il primo computer al mondo a essere stato venduto in oltre un milione di unità;
- BBC Micro (1981), il principale computer a scopo educativo nel Regno Unito per un decennio; dotato di BASIC avanzato;
- ZX Spectrum (aprile 1982), il più venduto home computer britannico; ha "creato" l'industria del software nel Regno Unito;
- Commodore 64 (settembre 1982), il più venduto modello di computer di tutti i tempi: più di 10 milioni di unità;
- MSX (1983), una serie di modelli di diverse aziende che ebbe notevole successo in Giappone e nella Corea del Sud, una certa diffusione in Europa e pochi altri paesi, unico tentativo di definire uno standard per diversi home computer;
- Amstrad CPC (1984), uno dei più venduti in Europa, nonostante la messa in commercio tardiva rispetto ai suoi concorrenti a 8 bit;
- Atari ST (1985), il primo home computer con interfaccia MIDI integrata; anche con 512KB RAM a meno di 1000 dollari;
- Amiga (giugno 1985), il primo home/personal computer basato su una GUI a colori, preemptive multitasking e capacità audio/video avanzate.

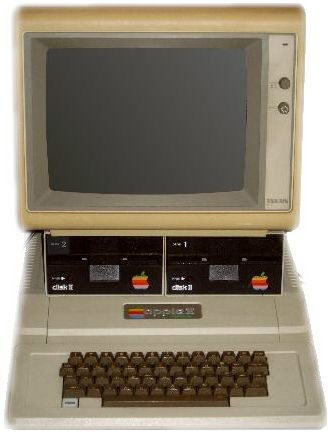
Apple II
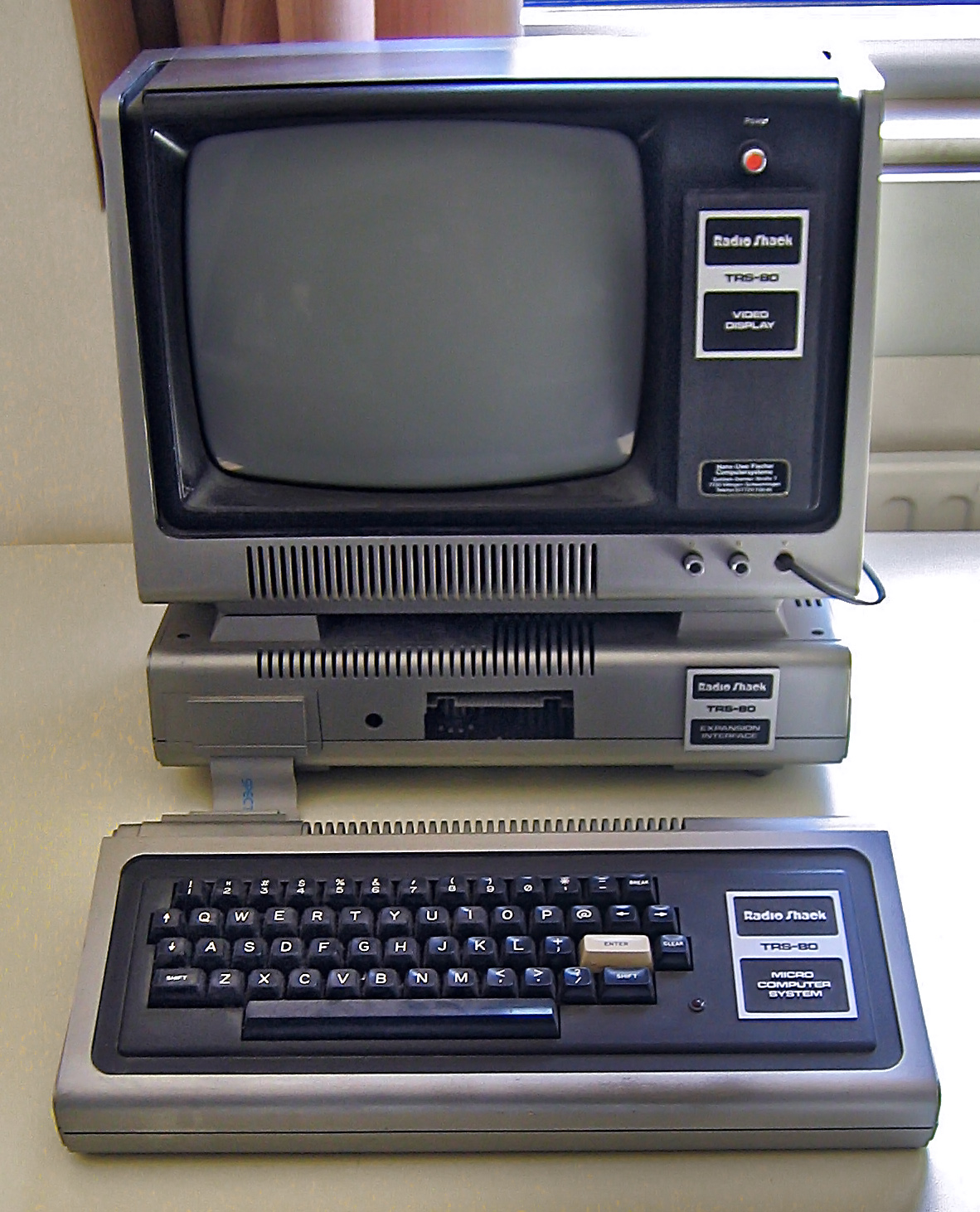
Radio Shack TRS-80
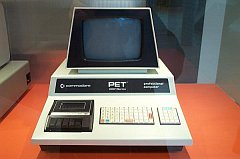
Commodore PET
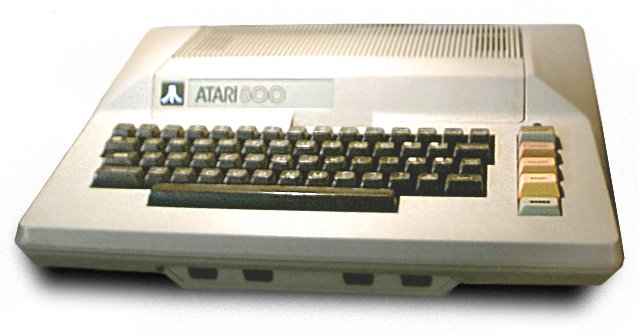
Atari 800
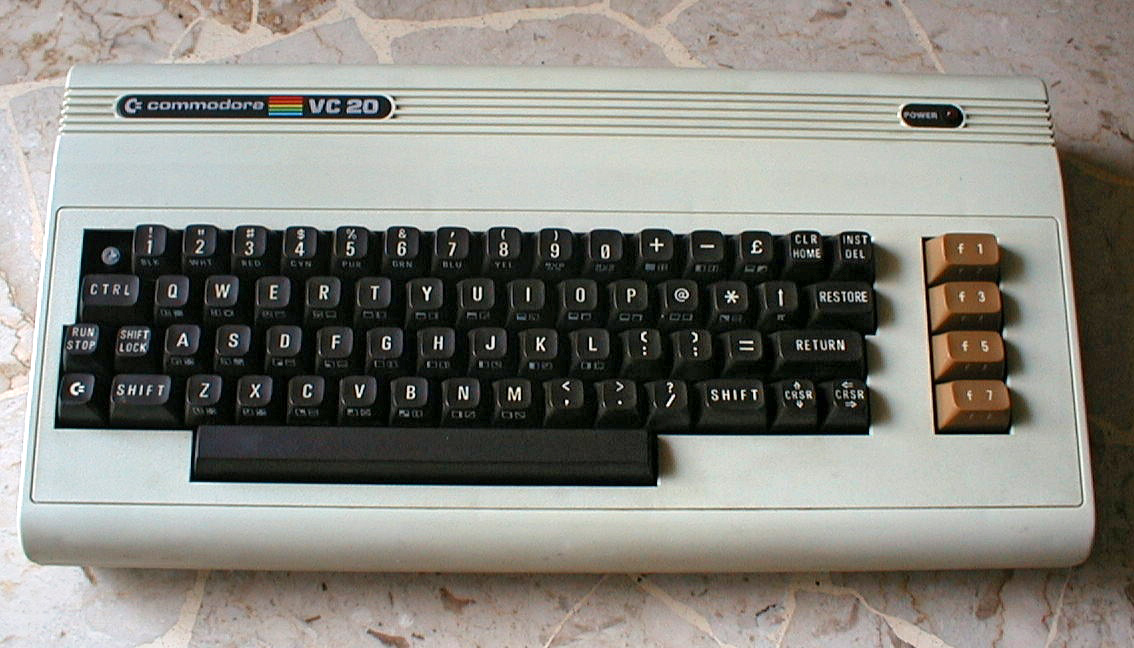
Commodore VIC 20
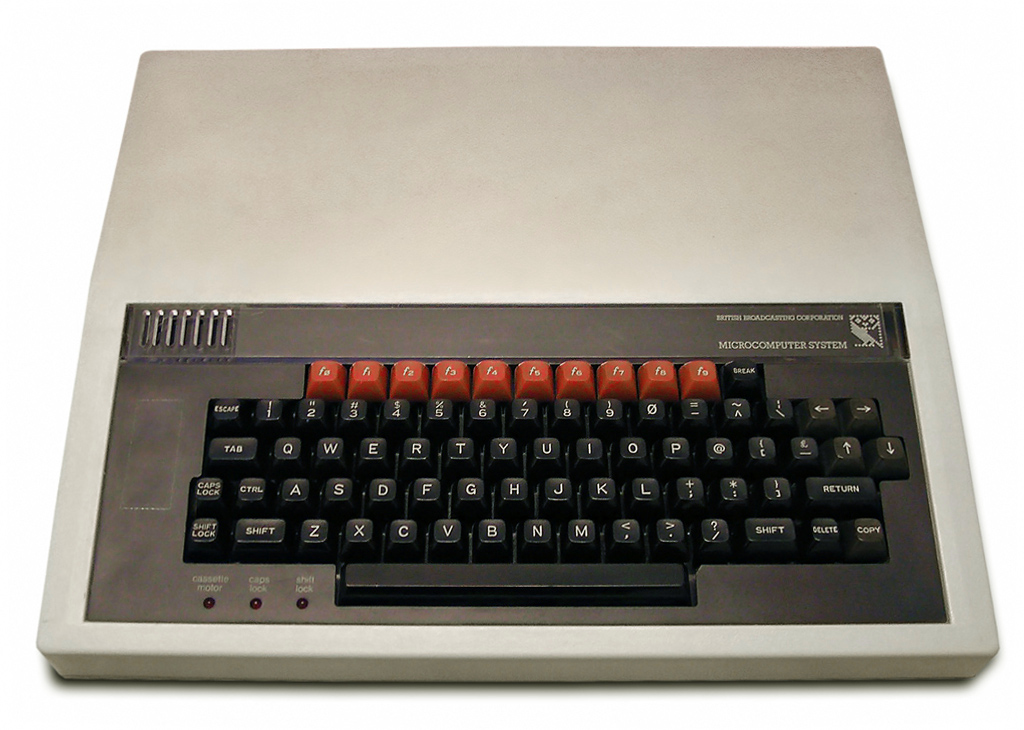
BBC Micro
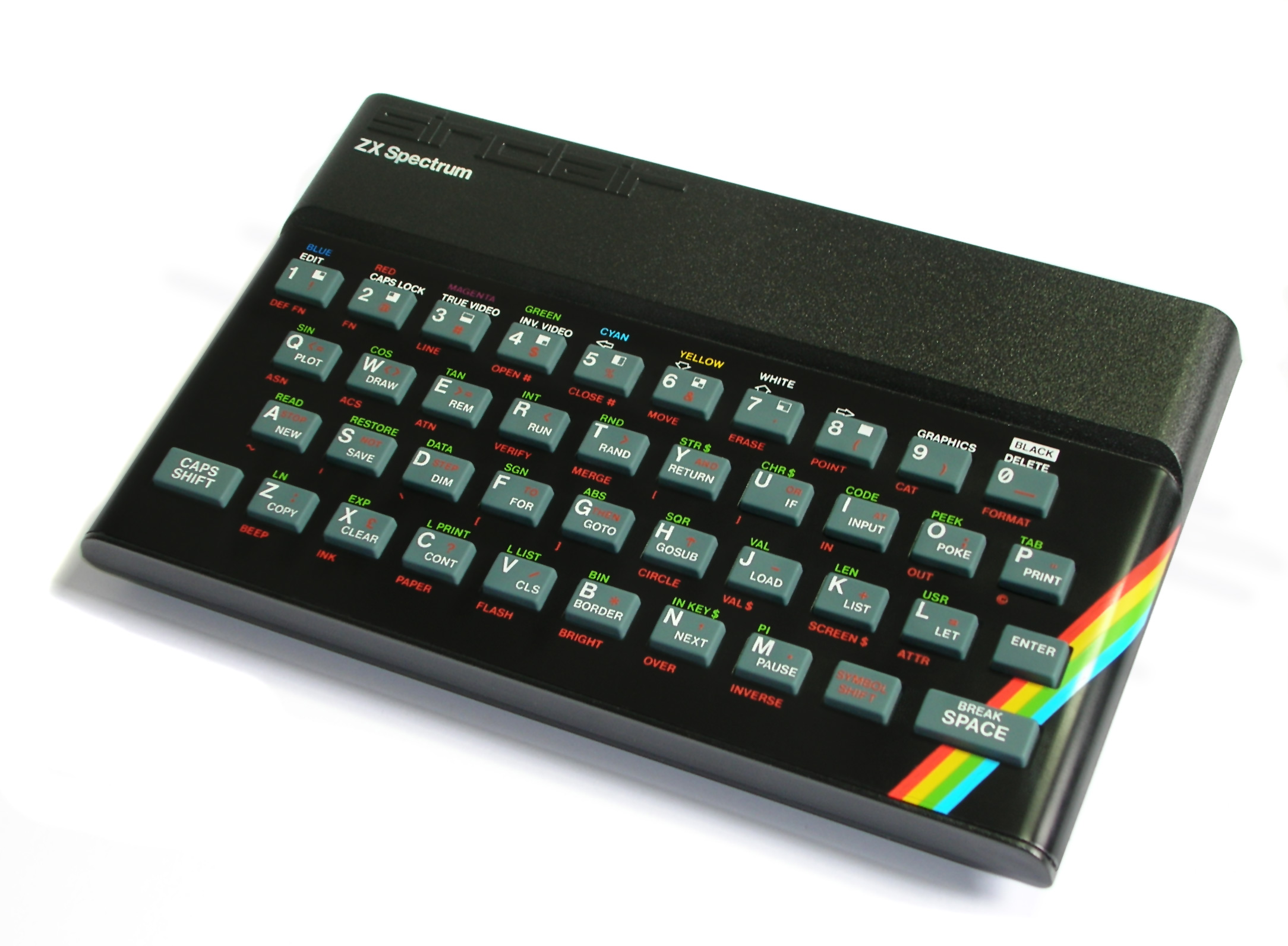
ZX Spectrum
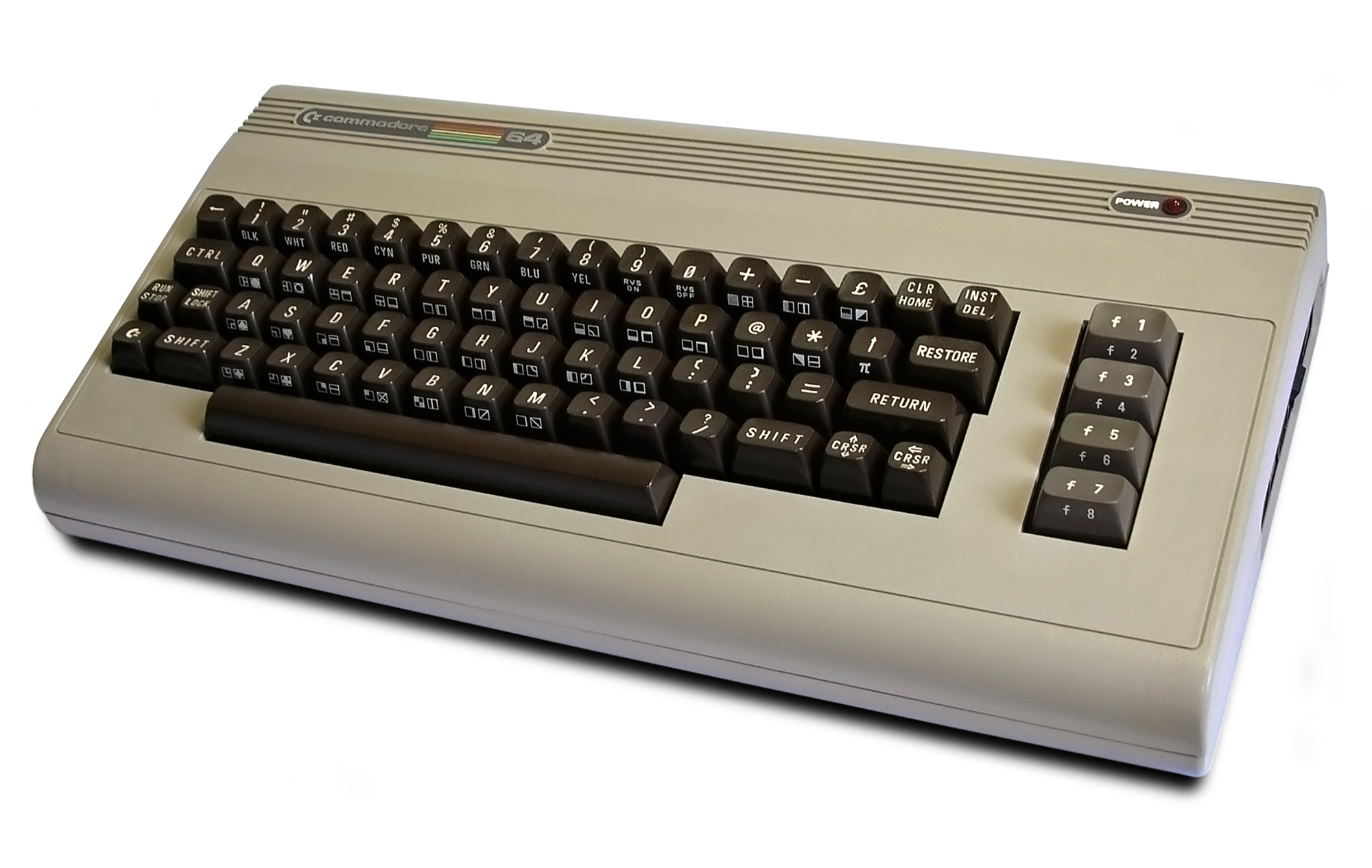
Commodore 64
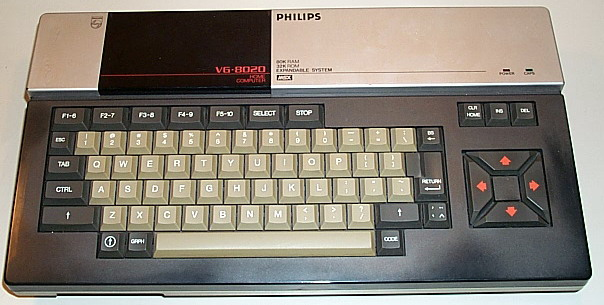
MSX
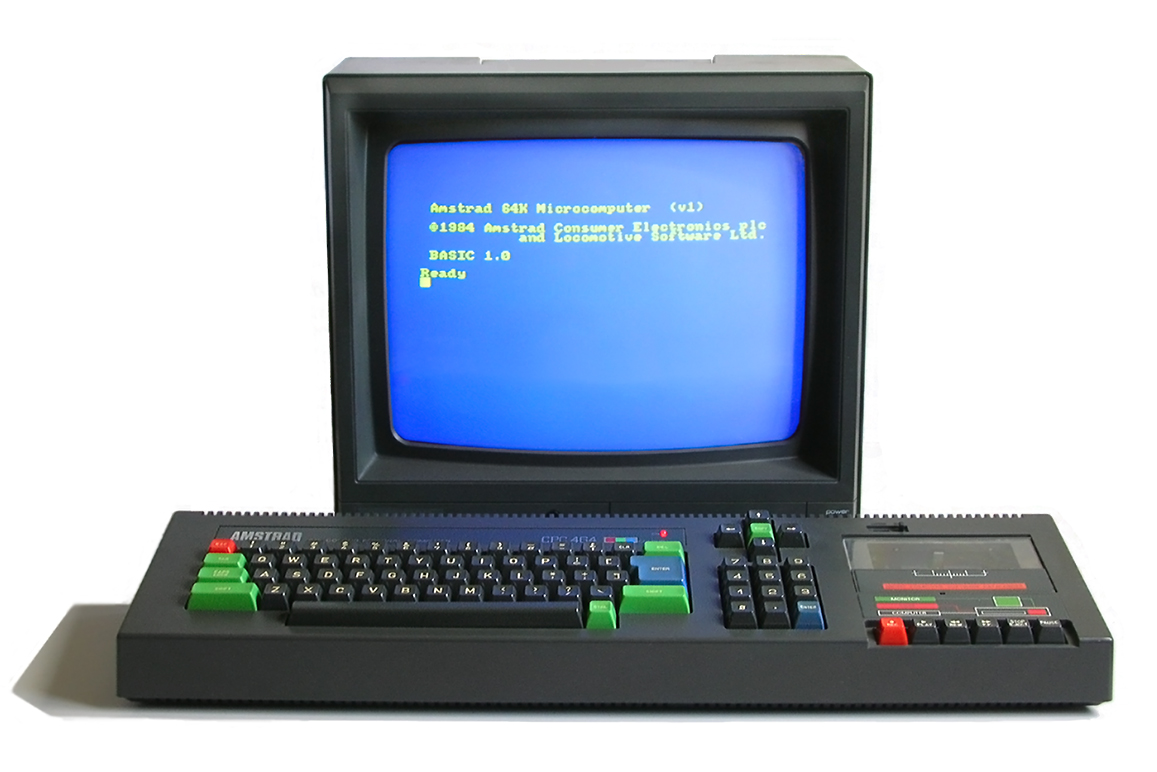
Amstrad CPC
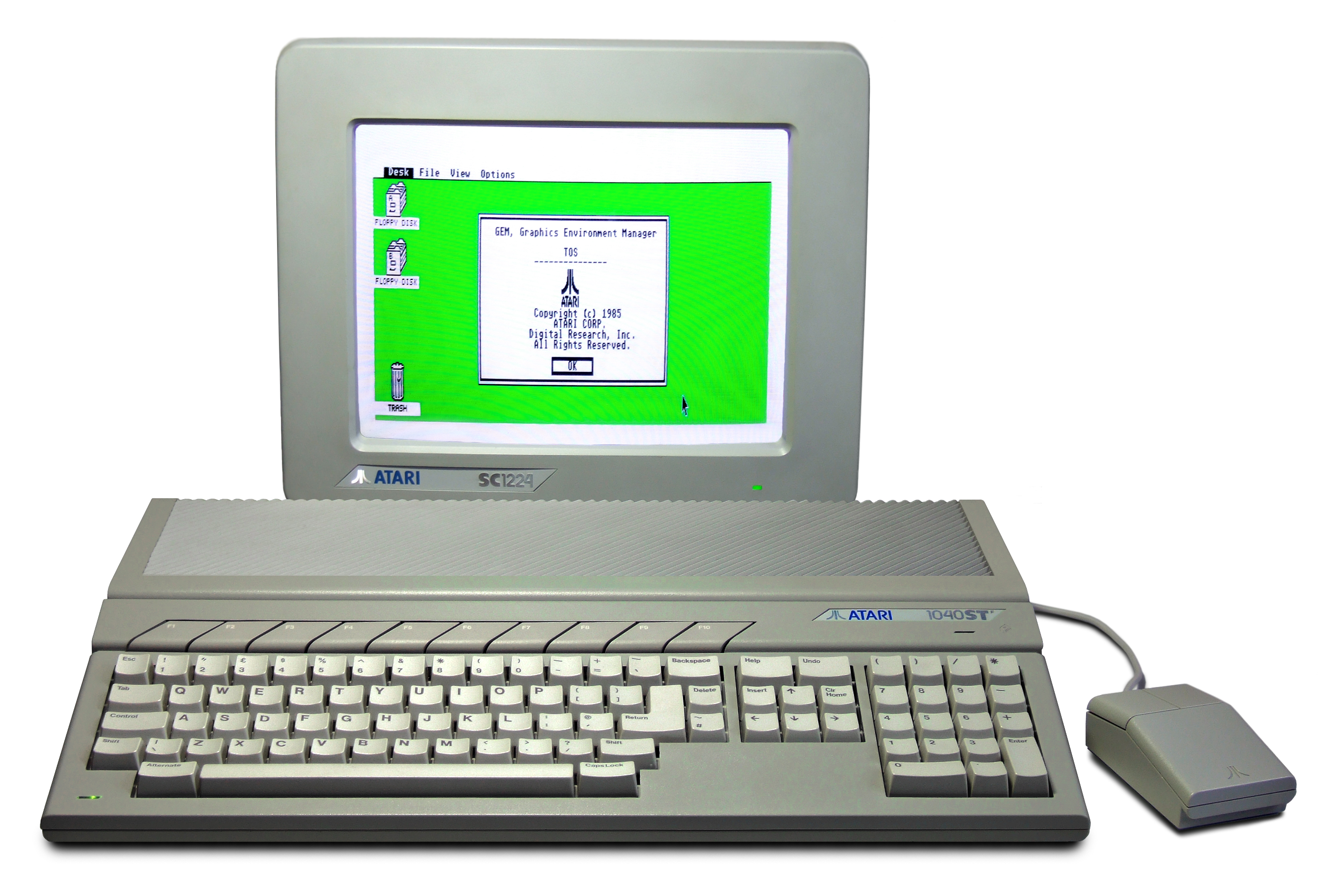
Atari ST
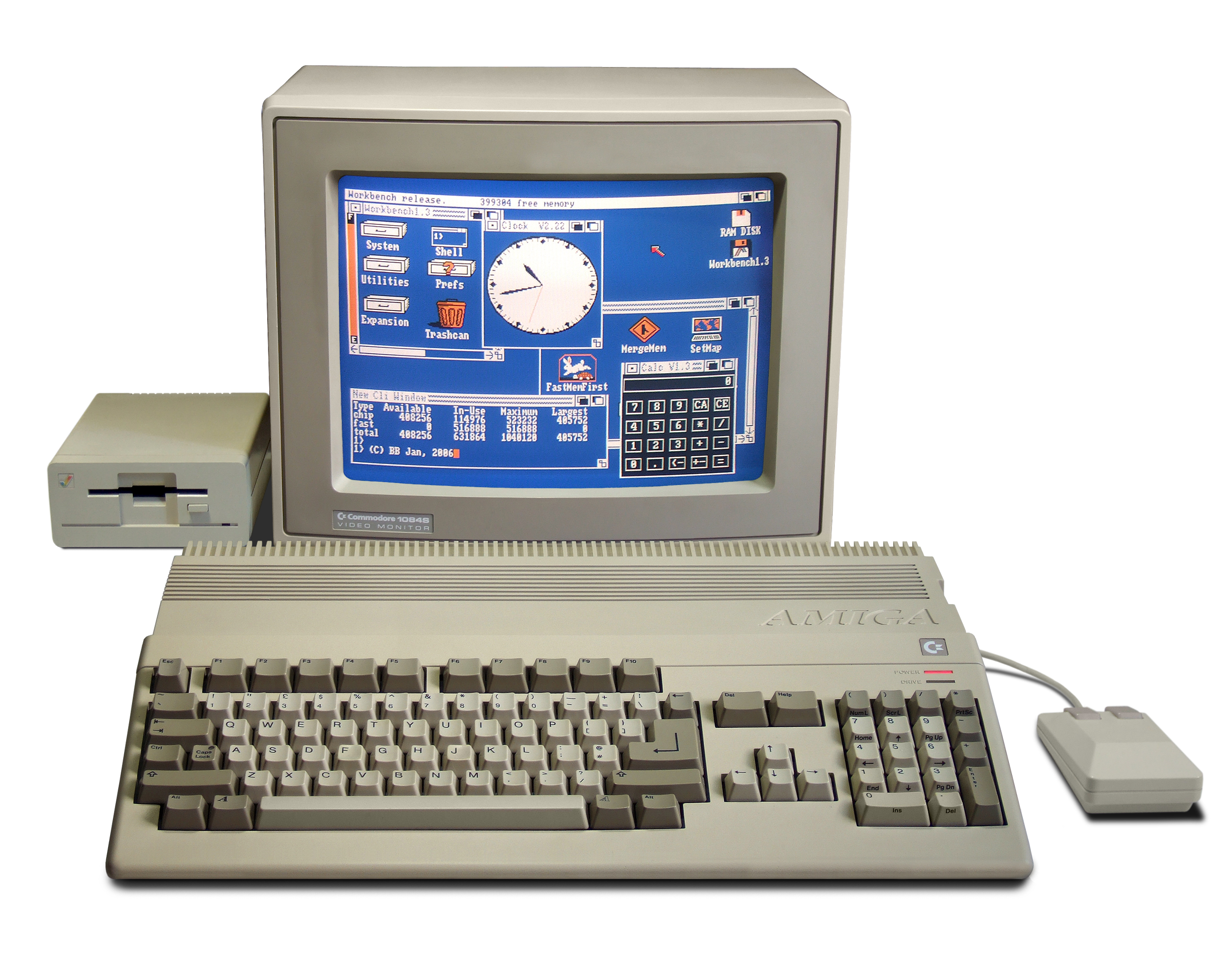
Commodore Amiga 500